# Jason King (Fernsehserie)
Jason King ist eine britische Fernsehserie. Die Serie wurde erstmals in den Jahren 1971 bis 1972 gesendet. Jason King ist ein Ableger der Fernsehserie Department S. Es wurden insgesamt 26 Folgen gedreht.

## Handlung
Jason King (Peter Wyngarde) ist ein Krimiautor, der für seine Verlegerin Nicola Harvester über die Abenteuer seines Romanhelden Mark Caine schreibt. King wird aber auch immer wieder selbst in Kriminalfälle verwickelt. Immer mit einem flotten Spruch auf den Lippen bekämpft er die Verbrecher, mit denen er es zu tun bekommt, und macht nebenbei noch die eine oder andere weibliche Eroberung.

## Synchronisation
Nur 13 von den 26 gedrehten Folgen wurden deutsch synchronisiert. Jason King wurde von Jürgen Thormann synchronisiert.

## Episoden
| - 01 Ein einmaliges Angebot (Wanna buy a television series?) - 02 A page before dying - 03 Vergraben und vergessen (Buried in the cold, cold ground) - 04 Zum ersten, zum zweiten und zum ... (A deadly line in digits) - 05 Wer ist wer in Wien? (Variations on a theme) - 06 As easy as A.B.C. - 07 Kiste nach Moskau (To Russia – with panache) - 08 A red, red rose forever - 09 All that glitters, Part 1 - 10 All that glitters, Part 2 - 11 Flamingos only fly on Tuesdays - 12 Toki - 13 Das Buch des Jahres (The Constance missal) - 14 Erdbeeren in Champagner (Uneasy liess the head) | - 15 Nadine - 16 A kiss for a beautiful killer - 17 If it's got to go – it's got to go - 18 A thin band of air - 19 It's too bad about Auntie - 20 Die Steine von Venedig (The stones of Venice) - 21 Willkommen auf Capri (A royal flush) - 22 Mark Caine und die schüchterne Prinzessin (Every picture tells a story) - 23 Mord im ersten Kapitel (Chapter One: The company I keep) - 24 Zenia - 25 Astronaut und Grizzlybär (An author in search of two characters) - 26 Immer diese Doppelgänger (That isn't me, it's something else) |

## Kultur
- Der zeitgenössische Fußballnationalspieler Bernd Gersdorff (Eintracht Braunschweig und Bayern München) hatte einen ähnlich gestalteten Pornobalken  wie Peter Wyngarde und wurde daher oft mit dem Spitznamen Jason King bedacht.